# Jean-Baptiste Marquet
Charles André Jean-Baptiste Marquet , surnommé Octave (né le 15 novembre 1851 à Rochechouart, dans la Haute-Vienne, et mort le 19 janvier 1929 dans la même ville) est un homme politique français.

## Biographie
Maire de Rochechouart de 1882 à 1920, docteur en médecine, président du conseil d'arrondissement, du syndicat agricole et de la caisse de crédit agricole, Jean-Baptiste Marquet est député de la Haute-Vienne de 1910 à 1914 (gauche radicale). Chevalier de la légion d'honneur (décret du 26 janvier 1901).